# 1セントユーロ硬貨
1セントユーロ硬貨（1セントユーロこうか、€0.01）は、1ユーロの100分の1の価値を有する硬貨であり、ユーロ圏で最も価値が低い硬貨である（次に低いのは2セントユーロ硬貨、5セントユーロ硬貨と続く。）。鋼に銅めっきをして製造される。裏面は全ての国で共通であるが、表面はそれぞれの国ごとに異なる。2002年より使用されており、他の硬貨と異なり2007年にデザインが変更されていない。

## 歴史
ユーロ硬貨と紙幣が12のユーロ圏とその関連地域に導入された2001年から使用されている。共通の面は、新たな硬貨のデザインを募集するヨーロッパ全体のコンペで優勝した、ベルギーの芸術家Luc Luycxによりデザインされた。1～5セントの硬貨のデザインは（アフリカやアジアと比較して）世界における欧州連合(EU)の位置を示している。これに対し、1ユーロ硬貨及び2ユーロ硬貨は15の加盟国を1つとして示し、10から50セント硬貨は個々の加盟国を示している。
15の国（自国で造幣が可能であったユーロ圏とモナコ、サンマリノ、バチカン市国）ごとに異なる面は、12の星を含める必要があるなどの仕様を維持しつつも国ごとのコンペでデザインが決定された。2008年の終わりまで、君主（肖像が硬貨に通常描かれる）が死ぬか辞任しない限り国ごとのデザインは変更することができなかったが、モナコとバチカン市国では変更が実現し、3つの新しいデザインの硬貨が流通した（バチカンでは新たな教皇が選ばれるまで、暫定的なデザインであった）。国ごとのデザインには発行国を含めるべきであるという新たな規則により、国ごとのデザインにもいくつかの変更が加えられた（フィンランドとベルギーはどちらも名前が書かれず、変更は少ない）。
その後、2004年と2007年にEUの加盟国は拡大し、さらなる拡大が想定されていたため10セント以上の全てのユーロ硬貨の共通の面が2007年に再デザインされ新たな地図が描かれたが、1から5セントの硬貨ではその必要があると見なされなかったためデザインは変更されなかった。また、2007年にスロベニア、2008年にキプロス、マルタ、2009年にスロバキア、2011年にエストニア、2014年にラトビア、2015年にリトアニアの国別のデザインが追加された。

## デザイン
直径16.25 mm、厚さ1.67 mm、質量2.30グラムの銅めっきされた鋼で、滑らかな縁を持つ。2002年から使用されている。ユーロが通貨として作製された年である1999年に作られたものもあるが、一般に流通していない。

### 裏面（共通面）
裏面はLuc Luycxによりデザインされ、右下に地球が描かれている。当時のEU加盟国15か国がかすかに強調され、アフリカの北半分とアジアの西半分（中東含む）が示されている。6本の細い線が硬貨の両側から地球の後ろを斜めに走り、その両端には欧州旗を反映した12個の星がある。左上には大きく1と書かれており、その次に1より小さな文字で"EURO CENT"と書かれている。デザイナーのイニシャルであるLLが地球の右上に書かれている。
2017年より、それぞれの加盟国は硬貨の共通面を新しいバージョンに調整し始めている。新しいバージョンは、数字の"1"が小さく丸みを帯びていることや、硬貨の周囲の星の外側にある線が長いことで識別される。

### 表面（国ごとに異なる面）
硬貨の表面は発行国により異なる。全てに12個の星（ほとんどの場合、縁の周りの円に配置される）、彫刻師のイニシャル、発行年を含める必要がある。新しいデザインには、発行国の名前又はイニシャルも含める必要がある。発行国がラテン文字以外のアルファベットを使用しない限り、硬貨の額面は書かれない（現在ギリシャのみ硬貨に"1 ΛΕΠΤΟ"と刻まれている）。しかし、オーストリアはこの規則を無視し、"EIN EURO CENT"と刻印している。
| 国                         | 描かれているもの | 発行年        |
| -------------------------- | --- | ------------- |
| アンドラのユーロ硬貨       | ピレネーシャモアとイヌワシ | 2014年以降    |
| オーストリアのユーロ硬貨   | EUの環境政策の策定におけるオーストリアの役割の象徴としてのアルプスリンドウ。"EIN EURO CENT"（1ユーロセント）という単語が上部に書かれ、下部には年とハッチングされたオーストリアの国旗が刻まれている。                                                                                        | 1999年以降    |
| ベルギーのユーロ硬貨       | 第1次:アルベール2世の肖像。星の間の右側には王のモノグラムである"A"の文字とその上に王冠が刻まれている。星の間の下側には年が刻まれている。 | 1999年–2007年 |
| ベルギーのユーロ硬貨       | 第2次:モノグラムの下にBE（ベルギーを表す）の文字を含むように再びデザインされ、モノグラムは星の間から中央の円に移動したが、依然として王の新しくなった肖像の右側にある。年も移動され、肖像の下に配置され、その両側に2つのシンボル（左：造幣局長の署名マーク、右：造幣局のマーク）が含まれる。 | 2008年–2013年 |
| ベルギーのユーロ硬貨       | 第2次:2013年、アルベール2世は退位し、ベルギーのフィリップが王となった。その後、肖像はフィリップに変わった。 | 2014年以降    |
| キプロスのユーロ硬貨       | 島の野生生物を代表するキプロスの野生羊の一種である2頭のムフロン。右上の半円には年の両側にギリシャ語とトルコ語でキプロスの名前(ΚΥΠΡΟΣとKIBRIS)が含まれる。 | 2008年以降    |
| エストニアのユーロ硬貨     | エストニアの地図と、“Eesti”という言葉 | 2011年以降    |
| フィンランドのユーロ硬貨   | 第1次: フィンランドの国章にあるライオン。これは彫刻家en:Heikki Häiväojaによるデザインの複製であり、1964年から2001年までの1マルッカなどそれまでのフィンランドの硬貨で使用されていた。造幣局長Raimo MakkonenのイニシャルのMが左下部に書かれ、発行年が左に書かれている。                       | 1999年–2007年 |
| フィンランドのユーロ硬貨   | 第2次: 新たなデザインの要件を満たすように再デザインされ、イニシャルは造幣局のミントマークに置き換えられ、左に移動した。右下にフィンランドを意味するFIの文字が書かれた。 | 2008年以降    |
| フランスのユーロ硬貨       | フランスを象徴するマリアンヌ。描写は若く断固とした意志を表し、健全で長く続くヨーロッパに対するフランスの願望を具現化している。様式化されたRF (République française) が発行年の右上に書かれている。                                                                                          | 1999年以降    |
| ドイツのユーロ硬貨         | 以前のペニッヒから引き続き使用されたオークの小枝。発行年とミントマークは下部に書かれる。 | 1999年以降    |
| ギリシャのユーロ硬貨       | 古代ギリシャで使用された紀元前5世紀のアテナイの三段櫂船。その下にはギリシャ語が書かれ、上に発行年が書かれる。 | 2001年以降    |
| アイルランドのユーロ硬貨   | アイルランドの国章であるアイリッシュハープ。左側には縦方向に"Éire"（アイルランド語でアイルランド）と書かれ、右側に発行年が書かれる。ハープのモチーフはJarlath Hayesによりデザインされた。                                                                                                   | 2002年-2015年 |
| イタリアのユーロ硬貨       | カステル・デル・モンテ。下には隣り合ったRI (Repubblica Italiana) の文字が書かれ、上に発行年が書かれる。 | 1999年-2018年 |
| ラトビアのユーロ硬貨       | LATVIJAの文字の上にラトビア共和国の小さな紋章が描かれている。 | 2014年以降    |
| リトアニアのユーロ硬貨     | ヴィーティス（国章のシンボル）とリトアニアを意味する"Lietuva"という言葉が描かれている。12個の星はヴィーティスを囲んでいる。 | 2015年以降    |
| ルクセンブルクのユーロ硬貨 | ルクセンブルクの政府と大公が協議し、en:Yvette Gastauer-Claireによりデザインされたルクセンブルク大公アンリの様式化された肖像画が描かれている。"Lëtzebuerg"（ルクセンブルク語でルクセンブルク）と発行年は下部に書かれている。                                                                 | 1999年以降    |
| マルタのユーロ硬貨         | 先史時代の巨石からなるイムナイドラ神殿の祭壇が描かれている。その下にはMaltaの文字と発行年が書かれている。 | 2008年以降    |
| モナコのユーロ硬貨         | 第1次: 硬貨の外側の円の上部にMONACOという名前とともにモナコの紋章があり、外側の円の下部にミントマーク付の年が書かれている。 | 2002–2006     |
| モナコのユーロ硬貨         | 第2次: 2005年にアルベール2世がレーニエ3世を引継ぎ、全体的なデザインは維持されたが、名前と年が円の中に移動し、大幅に変更された他の硬貨の新しいデザインと一致するようになった | 2006年以降    |
| オランダのユーロ硬貨       | 12の星と他の点に囲まれたオランダのベアトリクス女王の横顔。縁にはオランダ語で「ベアトリクス女王」と刻まれている。年とミントマークは下部にある。 | 1999–2013     |
| オランダのユーロ硬貨       | 第2次: ウィレム＝アレクサンダーが王位についたとき、新たな国家元首の肖像を描いた新しいユーロ硬貨が発行された。 | 2014年以降    |
| ポルトガルのユーロ硬貨     | 1134年の国王印は、国の城と、周囲のヨーロッパの星との関係で設定された銀のベザントを備えた5つのエスカッシャンに囲まれ、ヨーロッパの建物における対話、価値の交換及びダイナミクスを象徴することを目的とする。城の間には年が書かれており、上のアイコンの間にはポルトガルという名前の文字がある。 | 1999年以降    |
| サンマリノのユーロ硬貨     | 第1次: サンマリノの3つの塔の3番目であるモンターレ。塔の上の半円の右側にはサンマリノの文字があり、左側には年がある。ミントマークは右下にある。 | 2002–2017     |
| サンマリノのユーロ硬貨     | 第2次: それぞれサンマリノ共和国、シティゲート、聖キリヌス教会の公式の紋章。 | 2018年以降    |
| スロバキアのユーロ硬貨     | タトラ山脈の有名な山頂であるクリヴァン。クリヴァンはスロバキアの主権を象徴する。その下にはSLOVENSKO（スロバキア）の名前があり、年とスロバキアの国章の両側にミントマークが付いている。 | 2009年以降    |
| スロベニアのユーロ硬貨     | Janez Boljkaによる以前の20トラール硬貨からとられたモチーフであるコウノトリ。右縁の各星の間にはSLOVENIJA（スロベニア）の文字があり、左上に年が書かれている。 | 2007年以降    |
| スペインのユーロ硬貨       | 第1次: サンティアゴ・デ・コンポステーラ大聖堂のオブラドイロ・ファサード。左上にEspaña（スペイン）の文字が書かれ、左上の5つの星が隆起した領域に彫られ、硬貨の残りの部分とは反転している。年は右上に書かれる。                                                                                | 1999年–2009年 |
| スペインのユーロ硬貨       | 第2次: 2010年に星の周囲の隆起した領域がなくなった。 | 2010年以降    |
| バチカンのユーロ硬貨       | 第1次: ヨハネ・パウロ2世の彫像。CITTA DEL VATICANO（バチカン市国）という名前が星の間の隙間に書かれ、その後に年とミントマークが書かれる。 | 2000–2005     |
| バチカンのユーロ硬貨       | 第2次: 2005年にヨハネ・パウロ2世が死去した後、新しい教皇が選ばれるまでの使徒座空位の間に新たな効果が発行された。ここには教皇空位期間事務局の記章とカメルレンゴ枢機卿の紋章が含まれていた。                                                                                                  | 2005–2006     |
| バチカンのユーロ硬貨       | 第3次: 教皇ベネディクト16世が選出されたときに、硬貨に彫像が描かれた。バチカン市国の名前は上に書かれ、右中央に年とミントマークが書かれる。 | 2006–2013     |
| バチカンのユーロ硬貨       | 第4次: 2014年、フランシスコが選出され、更新された。CITTA DEL VATICANOはフランシスコの頭を挟んで上に書かれ、年とミントマークはVaticanoのoの下に書かれる。 | 2014–2016     |
| バチカンのユーロ硬貨       | 第5次: 教皇フランシスコがバチカンにより発行されるどの硬貨にも描かれないという発表の後、フランシスコの教皇の紋章を描いたユーロ硬貨が発行された。 | 2017年以降    |